# Synagoge (Działoszyce)

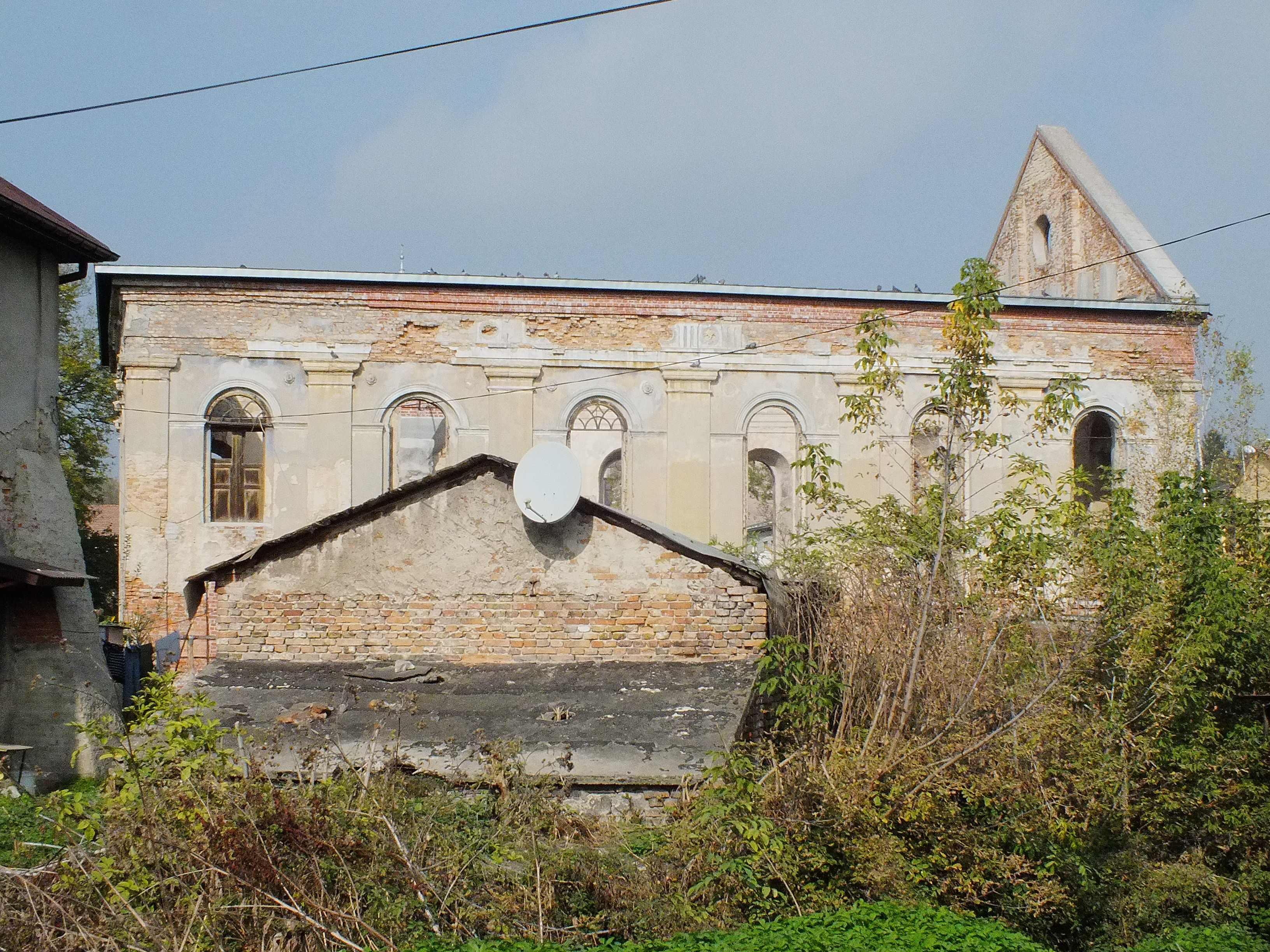
Ehemalige Synagoge in Działoszyce

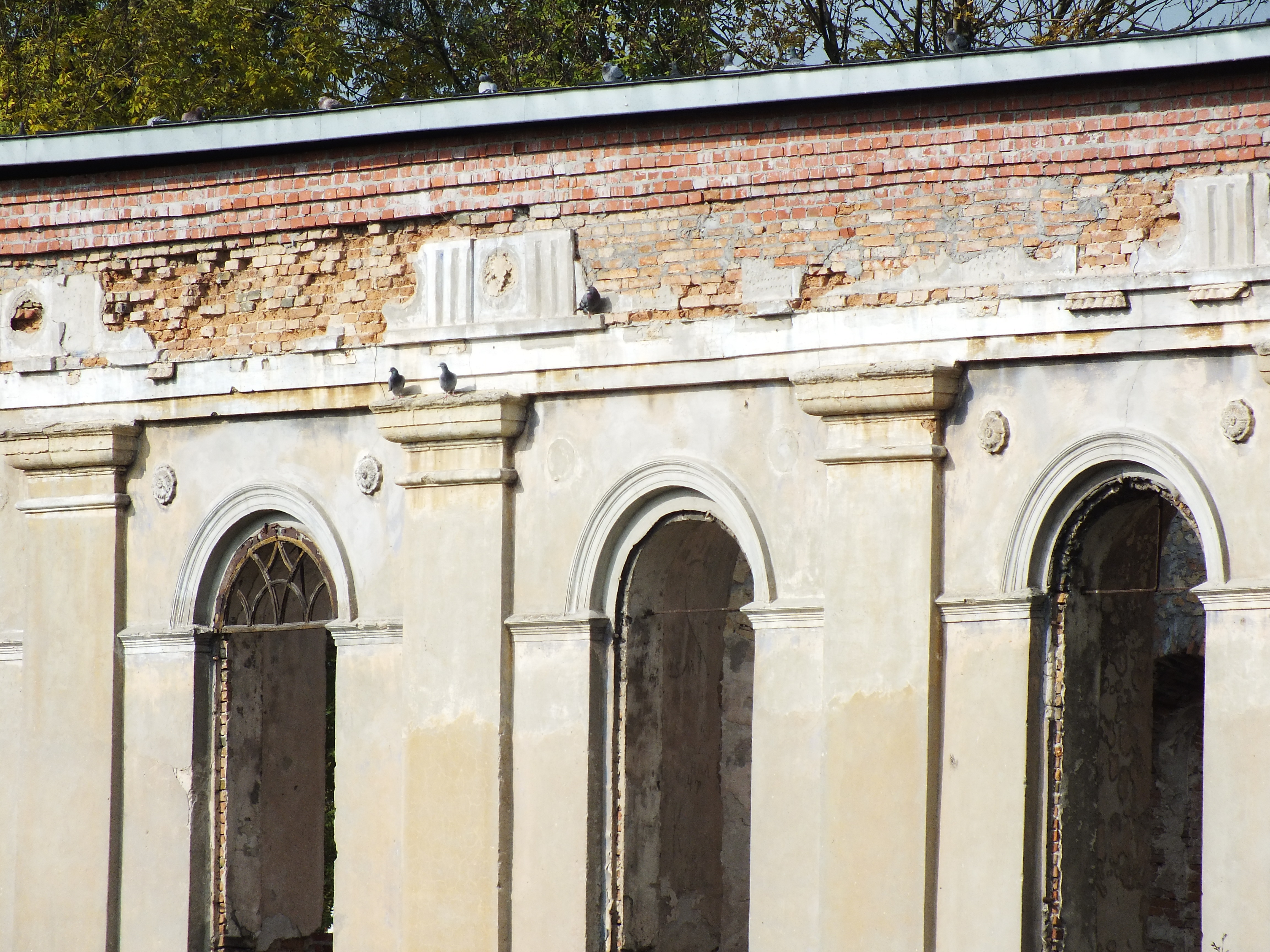
Rundbogenfenster

Der Synagoge in Działoszyce, einer polnischen Stadt im Powiat Pińczowski der Woiwodschaft Heiligkreuz, wurde 1852 erbaut. Die Ruine der Synagoge in der Krakowska-Straße 2 ist seit 1988 ein geschütztes Kulturdenkmal.

## Geschichte
Das Gebäude, nach Plänen des Architekten Felicjan Frankowski errichtet, wurde während des Zweiten Weltkriegs verwüstet und danach als staatliches Waisenhaus genutzt. Ab 1965 befand sich darin ein Lager für Heizmaterialien. In den 1970er Jahren begann allmählich der Verfall.

## Beschreibung
„Die Synagoge wurde auf einem rechteckigen Grundriss mit einem Hauptraum auf einem quadratischen Grundriss errichtet. Von der Westseite her kommend lag im ersten Stock die Frauengalerie. Der Saal für Männer war mit einem Spiegelgewölbe bedeckt. Die Frauengalerie war neuer und aus Holz. Von der prächtigen Ausstattung zeugt das Steinportal aus dem Vorraum, das mit einem halbkreisförmigen Bogen abgeschlossen wurde, in Halbsäulen gefasst war und mit Flachreliefen und Blumenvasen geschmückt war. Die Außenfassade der Synagoge wurde mit toskanischen Pilastern versehen, zwischen denen die bogenförmigen Fenster platziert wurden. Sie ist mit einem Balkengerüst mit einem Fries mit Triglyphen und Metopen sowie Fensterrosen ausgestattet. Die dreieckigen Streben der Synagoge enthalten hebräische Inschriften. Im Anbau befanden sich ein Cheder, eine Bibliothek, eine Mikwe und die Wohnung des Rabbiners. 1880 wurde nach dem Tod von Binem Moszkowicz aus Stępowice aus dessen Vermächtnis ein Aron Ha-Kodesz für 2000 Rubel gekauft und in der Synagoge aufgestellt.“ (aus Virtuelles Schtetl, siehe weblinks)